# Mas de Catxapó
El Mas de Catxapó és un mas situat al municipi de l'Ampolla a la comarca catalana del Baix Ebre.